# Костянтин Варварів
Костянтин Варварів  (1924-1982) — американський дипломат українського походження, постійний представник США в ЮНЕСКО.
Український емігрант «другої хвилі». Родом з Волині. Працював у місії ЮНЕСКО (1977).